# 唐健 (1949年)
唐健（1949年—），汉族，甘肃省东乡族自治县人，中华人民共和国政治人物、第十一届全国政协委员。

## 生平
生于甘肃省东乡族自治县唐汪镇胡浪村，1978年7月加入中国共产党，曾任昆仑银行董事、新疆维吾尔自治区克拉玛依市市长、市委书记。2008年，当选第十一届全国政协委员，代表经济界，分入第三十五组。